# لو یوتونگ
لو یوتونگ (چینی: 羅玉通؛ زادهٔ ۶ اکتبر ۱۹۸۵) شیرجه‌رو اهل چین است.
وی در مسابقات کشوری و بین‌المللی در مجموع برندهٔ ۴ مدال طلا، ۱ مدال نقره شده‌است.